# Näversholma
Näversholma är en ö i Föglö kommun på Åland belägen söder om ön Sonbodalandet. Öarna åtskils av ett smalt sund, numera en muddrad ränna, och förbinds med en vägbro. Näversholma hörde till Föglö församling fram till 2006, därefter till Ålands södra skärgårdsförsamling.

## Geografi
Näversholma tillhör byn Prästgården förutom den norra delen som är uppdelad mellan byarna Björsboda, Brändö, Degerby, Granboda, Kallsö, Sanda, Skogboda, Sonboda och Stentorpa. Länge nyttjades Näversholma främst till slåtter och bete, men åtminstone sedan tidigt 1800-tal har holmen varit bebodd.

## Historia

### Traditionen kring den medeltida gården
Långt tillbaka i tiden var Näversholma ett enstaka hemman. I postmästaren Matthias Weckströms geografiska lexikon återges följande sägen: 
| ”                                                         | Om Näfversholma förmäler en tradition, att der fordom fanns ett hemman, hvars Åbo jemte dess hustru, såsom varande rika, intogos af högmod, hvarföre Gud straffade dem så, att då de juldagen hemkommo från kyrkan, deras gård och allt hvad de egde, befanns nedlagdt i aska, hvarefter nöden dref mannen att begå kyrkstöld. Lägenheten såldes sedan till betäckande af kyrkans förlust åt 30 à 40 sockneboer, hvars efterkommande ifrån den tiden disponerat densamme. | „ |
| – Geografiskt-statistiskt lexikon öfver Finland från 1851 | |   |

Ett halvsekel senare, 1898, upptecknade Alfons Takolander en utförligare version. Näversholmabonden hade en högmodig hustru, som inte visste hur hon skulle klä sig grann nog. En söndagsmorgon innan hon skulle gå till kyrkan provade hon sex klänningar innan hon hittade en som dög. Någon sade sedan åt henne att hon skulle bli straffad för sitt högmod, så att hon inte hade en enda klänning, varpå hon drog en guldring av fingret och kastade den i sjön och sa: ”Så omöjligt det är att få denna ring åter, är det för mig att bli fattig”. Kort före följande jul fångade gårdsfolket en gädda i vars mage ringen återfanns. Och då folket återvände till Näversholma från julottan låg gården i aska. Spådomen hade gått i uppfyllelse: Näversholmafolket var utblottat. Hustrun förledde då maken att stjäla från kyrkan, men detta uppdagades och han fängslades. Men när det stod klart att det var hustrun som hade förlett maken, sammansköt flera bönder en summa och kunde lösa bonden ur fängelset. Sedan delades Näversholma mellan bönderna och kyrkan.
De märkliga ägoförhållandena på Näversholma har satt Föglöbornas fantasi i rörelse i sekler. Första gången vi finner sägnen nedtecknad är i ett tingsprotokoll från 1623, då mindre utbroderad. Så här lydde den med språket något moderniserat:
| ”                                       | En bonde bodde förr i tiden på Näversholma. Men på grund av tjuveri hade både hus och jord förbrutits. Två tredjedelar tillföll kronan och lades sedan under Prästgården eftersom den hade så små ägor. Den återstående tredjedelen tillöste sig 18 bönder för pengar. | „ |
| – Föglö tingslags dombok 8 augusti 1623 | |   |

Vid tinget den 19 augusti 1625 behandlades ånyo Näversholma. Då nämns vilka bönder som tillsammans med Prästgården var delägare i holmen:
Björsboda, Mats Gestilsson
	
Brändö, en bonde

Degerby, sex bönder

Finholma, en bonde		

Granboda, Olof Eriksson

Kallsö, Mats Eriksson

Sanda, två bönder

Skogboda, fyra bönder
		
Sonboda, fyra bönder

Stentorpa, tre bönder
Detta blir tillsammans 24 bönder, inte 18 som uppgavs ett par år tidigare. Värt att notera är att det inte var byarna som var delägare, utan enskilda gårdar (i Skogboda var fyra av fem bönder delägare, i Björsboda bara en av tre).
Vid tinget den 8 juli 1633 figurerar Näversholma på nytt. Ägoförhållandena var ännu mer komplicerade än vad som framgått tidigare. Det var inte bara många bönder som var delägare, de hade dessutom olika stora andelar räknat i den mängd ängshö de kunde bärga. Delägarna var följande (hömängden anges i lass och såtar):
Prästgården, 30 lass

Degerby, sex hemman, 5 lass

Björsboda, Mats (Gestilsson), 2 lass

– Tomas Vastesson, 1 lass 1 såte

Kallsö, Lars Mickelsson, 3 lass 2 såtar

– Mats Eriksson, 4 lass

Sonboda, Olof, 1 såte

– Olof Ambrusson, 1 lass

– Måns Jönsson, 3 såtar

– Mickel Andersson, 2 lass 2 såtar

– Hans Ambrosiusson, 2 såtar

Stentorpa, Per Eriksson, 2 lass 2 såtar

Granboda, Olof Eriksson 2 såtar

Brändö, Erik Jönsson, 2 såtar

Sanda, Staffan Svensson, 3 lass 2 såtar

– Ambrosius Andersson, 2 lass

Skogboda, Henrik Klemetsson, 2 lass 1 såte

– Tomas, 1 såte

– Henrik Sigfridsson, 1 lass

Bönderna fick frågan hur det kom sig att de var delägare i Näversholma, eftersom där fortfarande syntes spår av ”tomten och husrummen”, vilket visade att en bonde förr i tiden hade bott på Näversholma. Deras svarade att ingen fanns i livet som kunde minnas varför bonden tvingats lämna gården, förutom att det berättades att han skulle för tjuveri ha ”bortbytt” holmen. Bönderna på de nämnda gårdarna hade betalat böterna och sedan med myndigheternas tillstånd lagt de andelar i holmen som de på detta vis fått till sina gårdar, eftersom dessa tidigare hade varit så små. ”Men detta är så gammalt att ingen nu levande det minnas kan, utan som de hava saga var efter annan.” Efterforskningar i de äldre jordeböcker gav inte heller någonting. Rättens beslut blev att prästgården och bönderna skulle få behålla sina andelar av Näversholma med hänvisning till ”urminnes hävd”. Och så har det förblivit sedan dess.

### Efterforskningar på 1730-talet
I början av 1730-talet ville en sockensmed Johan Råbock lösa böndernas del på Näversholma till skatte. Av tingsprotokollet den 20 februari 1731 framgår att Näversholmas märkliga ägoförhållanden hade fortsatt att förbrylla i socknen. Man visste att det hade funnits ett bondehemman på Näversholma. Häradsskrivaren Daniel Mansnerus berättade att han sökt ”uti alla Ålands jordeböcker både i Åbo och i Stockholm”, men inte funnit Näversholma omnämnd. Inte heller lantmäterikontoret hade haft några uppgifter om gården. De invecklade ägoförhållandena hade med tiden blivit ännu krångligare. Nu fanns inte mindre än 37 bönder som var intressenter med ”somliga större och somliga mindre andelar, men ej i proportion efter hemmantalet”, enligt protokollet. 
Vid hösttinget samma år, den 13 september 1731, fortsatte målet. Smeden krävde att intressenterna på Näversholma skulle visa upp sina domar. De angavs nu vara 35 till antalet och bo i Granboda, Degerby, Stentorpa, Finholma, Sonboda, Sanda, Kallsö, Björsboda och Skogboda, alltså samma byar som tidigare. Råbock hade också låtit kammarkollegiet granska gamla jordeböcker i Stockholm och svaret hade blivit att Näversholma inte fanns omnämnt i några jordeböcker mellan 1531 och 1687. Trots ansträngningarna lyckades Råbock inte bli ägare till Näversholma, utan holmen fortsatte att nyttjas av de många bönderna samt kyrkoherden.

### Den första kartan
Den första kartan över den bondeägda delen av Näversholma upprättades 1768 av lantmätaren Christian Braxer i samband med att han skattlade Stentorpa. Någon bebyggelse fanns inte. Ängsmarken var uppdelad i ett sjuttiotal stycken som var fördelade mellan de byar där ägarna bodde.
Ett drygt decennium senare, 1782, skiftades utmarken på Näversholma, så att varje by blev ägare till ett bestämt område som omfattade ängsmarken med den kringliggande skogen. Skiftet var förutsättningen för att Näversholma åter kunde befolkas. När bönderna ägde bestämda områden blev det möjligt att upplåta mark till torpare. Under 1800-talet ökade antalet invånare på ön successivt.

### Spåren efter den gamla gården
Den gamla gården på Näversholma är borta sedan många sekler. När den försvann ger källorna inga klara besked om, men det verkar sannolikt att det skedde någon gång på 1400-talet eller början av 1500-talet, eftersom ganska tydliga spår efter gården ska ha synts i marken ännu omkring 1630. Carl Ramsdahl nämner att gårdsplatsen fortfarande i mitten på 1900-talet kunde pekas ut av ortsbefolkningen på prästgårdens mark ett stycke söder om Snällströms gård. ”Stället heter Bondbacka, och det gör intryck av att ha varit en tomt”, skriver Ramsdahl. Ett par jordblandade stensamlingar såg han som rester av en eldstad. Platsen låg vid en dalgång som i äldre tider ska ha varit odlad.
I dag påträffas inte längre några spår efter den gamla gården.